# إلينغ
إلينغ (بالنرويجية: Elling) هو فيلم نرويجي من إخراج بيتر نيس. تم تصويره في الغالب في العاصمة النرويجية أوسلو وحولها. الفيلم، الذي صدر في عام 2001، يعتمد في المقام الأول على رواية إنغفار أمبيورنسن برودري إي بلوديت (" إخوة الدم"، 1996)، وهي واحدة من سلسلة من أربعة تعرض شخصية إلينغ - والأخرى هي أوتسيكت تيل بارادايسيت ("نظرة على الجنة"، 1993)، وفوغليدانسن ("رقصة الطيور"، 1995)، وإلسك ميغ مورغن ("أحبني غداً"، 1999). وأعقب الفيلم برقول أصلي لا يستند إلى أي من الروايات، مورس إلينغ (2003)، وتكملة، أحبني غداً (2005) استنادًا إلى الكتاب الرابع والأخير في السلسلة.

## القصة
يتناول الفيلم الشخصية الرئيسية، إلينغ، وهو رجل يعاني من قلق عام في الأربعينات من عمره، ونضاله من أجل العمل بشكل طبيعي في المجتمع. ويعاني من القلق والدوار والميول العصبية، مما يمنعه من العيش بمفرده. عاش إلينغ مع والدته طوال حياته، وعندما تموت والدته، تأخذه السلطات من الشقة التي عاش فيها دائمًا وترسله إلى مصحة. زميله في الغرفة هو (شيل بيارنه) البسيط المهووس بالجنس. وتدفع الحكومة النرويجية تكاليف انتقالهما إلى شقة في أوسلو، حيث يشكل كل يوم تحدياً، حيث يتعين عليهما أن يثبتا قدرتهما على الخروج إلى العالم الحقيقي والعيش حياة طبيعية نسبياً. وبمساعدة الأخصائي الاجتماعي فرانك وبعض الأصدقاء الجدد، يتعلمون التحرر من ظروفهم الخاصة.

## دولياً
تم إصدار إلينغ بعدة لغات وتلقى أيضًا ترشيح أوسكار لأفضل فيلم بلغة أجنبية.

## وصلات خارجية
- إلينغ على موقع IMDb (الإنجليزية)
- إلينغ على موقع ميتاكريتيك (الإنجليزية)
- إلينغ على موقع روتن توميتوز (الإنجليزية)
- إلينغ على موقع نتفليكس (الإنجليزية)
- إلينغ على موقع نتفليكس (الإنجليزية)
- إلينغ على موقع ألو سيني (الفرنسية)
- إلينغ على موقع Turner Classic Movies (الإنجليزية)
- إلينغ على موقع أول موفي (الإنجليزية)
- إلينغ على موقع فيلمافينيتي (الإسبانية)
- إلينغ على موقع قاعدة بيانات الأفلام السويدية (السويدية)